# New Zealand League of Rights
Die rechtsradikale New Zealand League of Rights (deutsch: Neuseeländische Liga der Rechten) war der neuseeländische Ableger der Australian League of Rights von Eric Butler.

## Geschichte
Nach einer politischen Veranstaltungstour durch Neuseeland in den späten 1960er Jahren beabsichtigte Butler, eine neuseeländische Version seiner Organisation aufzubauen, und gab 1970 bekannt, dass eine New Zealand League of Rights gegründet wurde. Diese Organisation begann 1971 mit ihrer politischen Arbeit. Ihr erster Präsident wurde Sidney Wood, der auch einer der Gründer der New Zealand League war. 1979 wurde David Thompson Präsident und belebte diese Organisation, als er einen Ableger der australischen Zeitschrift von Butler herausbrachte, den „On Target“ (deutsch: „Zieltreffer“). Daraufhin entwickelte sich ihre Mitgliederschaft während der 1980er Jahre nach oben. Thompson wurde Mitte der 1980er Jahre von Bill Daly abgelöst, der die New Zealand League bis zu ihrer Auflösung im Jahr 2004 führte.
Wie die anderen mit ihr verbundenen Organisationen proklamierte die New Zealand League ihre Loyalität zu „God, Queen and Country“ (deutsch: „Gott, Königin und Land“) und hing der Theorie des Social Credits an, war antisemitisch und rassistisch. Die New Zealand League glaubte an die Dominanz der britischen Rasse und Kultur in Neuseeland und war gegen Marxismus, Menschenrechte und Globalisierung. Der Antisemitismus der New Zealand League war bis zu ihrem Ende nicht explizit ausgewiesen wie der der Australian League of Rights und der Canadian League of Rights.
Die New Zealand League kritisierte die neuseeländische Social Credit Party, dass sie eine falsche Auffassung der Theorie von Clifford Hugh Douglas habe, und bezeichnete sich selbst als die Bewahrerin der Theorie des Social Credits. Allerdings suchten ihre Mitglieder Verbindung zu dieser Partei, bis diese Ende der 1970er Jahre beschloss, die Mitglieder der New Zealand League nicht mehr auf ihren Veranstaltungen willkommen zu heißen. Mitglieder der New Zealand League beabsichtigten der New Zealand National Party beizutreten und waren auch in anderen Organisationen wie der Voters Association aktiv.
Die New Zealand League war Mitglied der 1972 gegründeten Crown Commonwealth League of Rights, einer Dachorganisation der Rechten des britischen Commonwealth, die Butler gründete, in der auch die Australian League of Rights und Canadian League of Rights und British League of Rights Mitglied waren. Die New Zealand League veranstaltete 1981 die zweite Konferenz der Crown Commonwealth League of Rights. 1993 versuchte Bill Daly, den Holocaustleugner David Irving zu einer Veranstaltungstour durch Neuseeland zu überzeugen.